# ブクサールの戦い
ブクサールの戦い（ブクサールのたたかい、ヒンディー語：बक्सर का युद्ध, 英語：Battle of Buxar）は、1764年10月23日にインドのブクサールにおいて、イギリス東インド会社とムガル帝国、アワド太守、前ベンガル太守のインド側連合軍との間に行われた戦い。バクサールの戦いとも呼ばれる。
この戦いはプラッシーの戦いとは比べものにならないほどの激戦であった。イギリスはこの戦いに圧勝し、その後の講和条約でベンガル、ビハール、オリッサのディーワーニー（収租権）を認められ、事実上支配することとなった。

## 戦闘に至る経緯
1757年のプラッシーの戦いののち、イギリスはミール・ジャアファルを太守に任命したが、イギリスの要求にこたえることは無理であると判断して次第に対立するようになった。そのため、1760年3月にイギリスはミール・ジャアファルの娘婿ミール・カーシムを任命した。
だが、ミール・カーシムもまたイギリスの横暴に耐えることが出来なくなり、太守の権威が軽んじられていると考え、次第に対立するようになった。その後、1763年2月にミール・カーシムがイギリスの自由通関権に干渉したため、同年7月にイギリスはミール・カーシムを廃位し、ミール・ジャアファルを復位させた。
ミール・カーシムはイギリスと戦端を開いたが、数々の裏切りに会って敗れ、打ちひしがれる結果となった。同年11月にイギリス軍がパトナに迫ったとき、ミール・カーシムは一戦も交えずにアワド領へと逃げた。
ミール・カーシムはアワド太守シュジャー・ウッダウラの保護を受け、元に戻れるよう支援を約束された。同様に保護を受けていたムガル帝国の皇帝シャー・アーラム2世ともこのとき合流した。こうして、皇帝シャー・アーラム2世、アワド太守シュジャー・ウッダウラ、前ベンガル太守ミール・カーシムの間に三者同盟が結成され、三者はまずミール・カーシムのためにベンガルを取り戻すことを決定した

## 戦闘

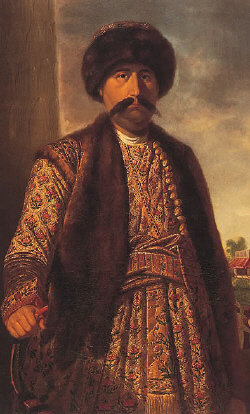
シュジャー・ウッダウラ

1764年10月23日、三者連合軍はビハールとアワドの州境、ガンジス川中流域右岸にあるブクサール（バクサールとも）の平原でイギリス軍と会戦した。
三者連合軍は40,000を超す軍勢で、またこの日のためにシュジャー・ウッダウラはアフガン系ドゥッラーニー族とローヒラー族の部隊を雇い入れていた。それに対し、イギリス軍は7,072人と4分の1にも満たない数であり、うちイギリス人兵は857人、インド人傭兵（スィパーヒー）は6215人（騎兵918人、歩兵5,297人）であった。
戦いは軍勢の右翼にいた帝国軍の武将ミールザー・ナジャフ・ハーンの軍が夜明けとともに、ヘクター・マンローの軍に対して攻撃をかけたことで始まった。だが、帝国軍はイギリスとの内通者が多く動かず、ミール・カーシムの兵は給与未払いで戦意がなく、実際はアワド太守とイギリス軍との戦いであった。
アワド太守が雇い入れたドゥッラーニー族とローヒラー族の騎兵はイギリス軍と奮戦し、各所で小競り合いが起きた。戦いが決着したのは正午であった。この時までに三者連合軍は多数の犠牲者を出し、壊滅状況に追いやれた。
シュジャー・ウッダウラはブクサールの3つの火薬庫を爆破して、シャー・アーラム2世と自身の軍勢を残して逃げた。ミール・カーシムもまた300万ルピーの財宝とともに逃げた。ヘクター・マンローは軍を様々な隊列に分けて追撃させ、シュジャー・ウッダウラは川を渡ったのち、橋を爆破して追撃を振り切ろうとしたほどだった。一方、ミールザー・ナジャフ・ハーンはシャー・アーラム2世のもとで帝国軍の陣形を立て直し、勝者たるイギリスとの停戦交渉を行うことにした。
この戦いにおけるイギリス軍の死傷者は1,847人だったのに対し、三者連合軍は10,000人の死傷者を出したばかりか、6000人が捕虜となり、133門の大砲が鹵獲された。また、それとは別に100万ルピーがイギリスの手に渡った。

## 戦闘後

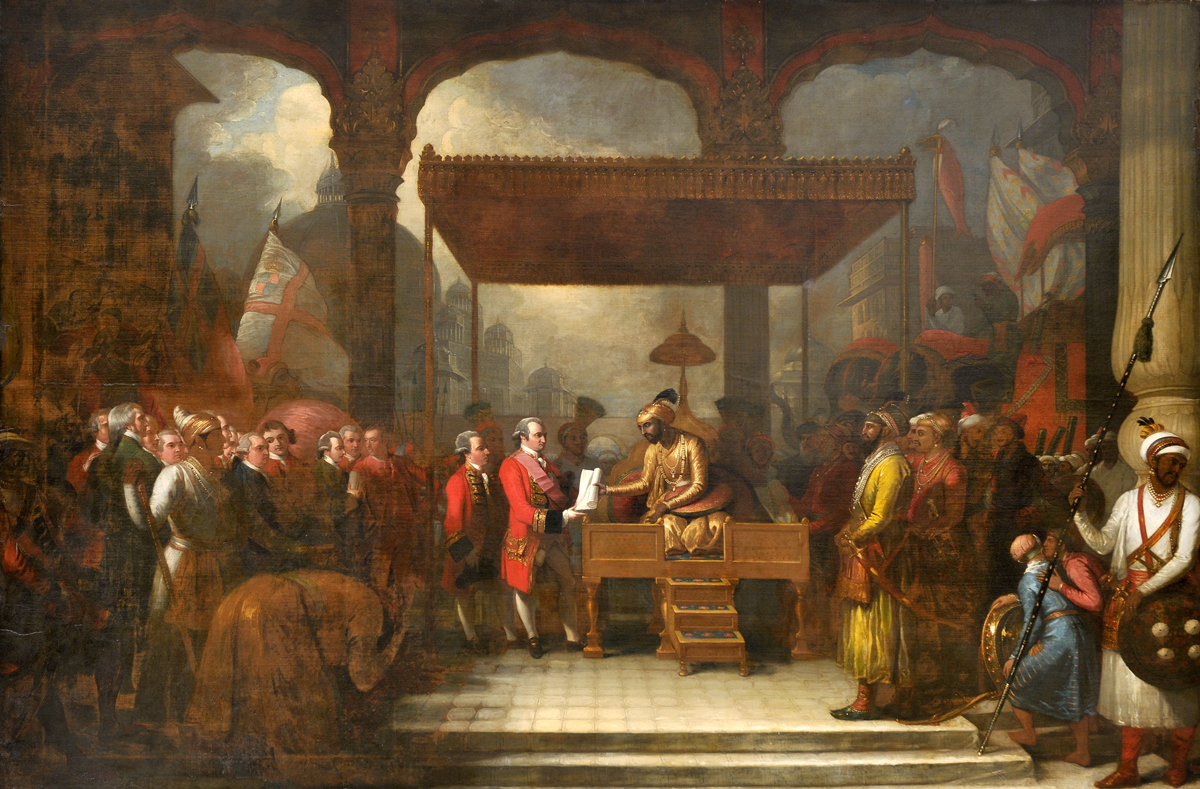
アラーハーバード条約を締結するシャー・アーラム2世

イギリスが事実上領有することとなった領域（ピンク色）

その後、逃げていたシュジャー・ウッダウラも停戦に合意し、イギリスはミール・カーシムを捕えさせた。
1765年8月16日、ブクサールの戦いの講和条約として、イギリスとムガル帝国の皇帝シャー・アーラム2世との間にアラーハーバード条約が締結された。この条約では、皇帝はイギリスに帝国のベンガル、ビハール、オリッサの3州のディーワーニーを与えること、そのかわり歳幣（年金）として260万ルピーを皇帝に払うこと、アワド太守が戦時賠償金500万ルピーをイギリスに払うことなどが定められた。
イギリスにとって最大の戦果はなによりも、ベンガル、ビハール、オリッサの3州のディーワーニーの獲得であった。ディーワーニーとは帝国の州財務長官（ディーワーン）の持つ租税の徴収・支出を行使する職務・権限、つまり収租権であり、それがイギリスに与えられたことはこの3州の財務長官になったということであった。
だが、ベンガル太守は依然として存続したため、ベンガル、ビハール、オリッサの地域は事実上二重統治体制がとられることとなった。とはいえ、太守は租税収入がなくなったので、イギリスの年金受給者となった。また、アワド太守の保護を離れた皇帝もアラーハーバードでイギリスからの年金受給者となった。
ブクサールの戦いは先のプラッシーの戦いと違い、今まで得られなかったインドにおける広範囲の収租権が得られた。この点を見れば、ブクサールの戦いの意義はプラッシーの戦いの意義を上回るものであった。3州の収租権を得たということは領有権を与えられなかった訳ではなかったが、事実上領有したも同然であった。ただし、イギリスはムガル帝国が滅亡する1858年まで、この3州の財務大臣であるという立場を取り続けた。
ブクサールの戦いを契機として、これ以降イギリスはさらにインドの植民地化を推し進め、マイソール王国やマラーター同盟との衝突にも繋がっていった。